# Мокорито
Мокорито (исп. Mocorito)  —   город и муниципалитет в Мексике, входит в штат Синалоа. Население 50 082 человека.

## История
Город основал Хуан Баутиста Веласко.

## Известные уроженцы
- Арнольдо Мартинес Вердуго (1925—2013) — мексиканский политик, председатель Мексиканской коммунистической партии и Объединенной социалистической партии Мексики.

## Фотографии

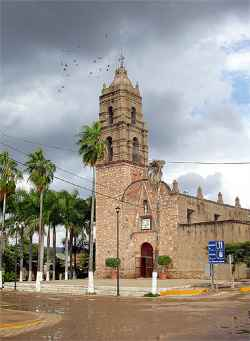
Церковь
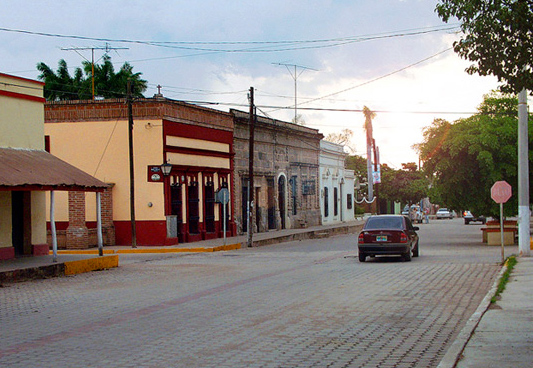
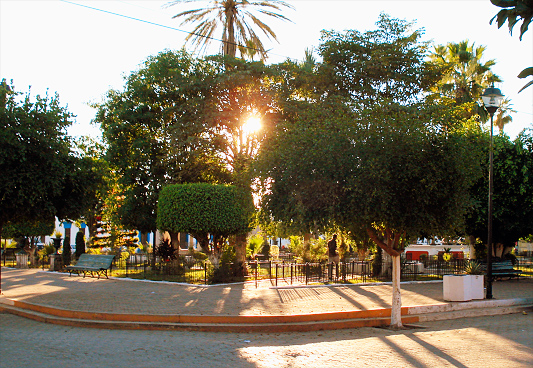
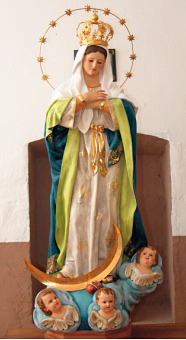
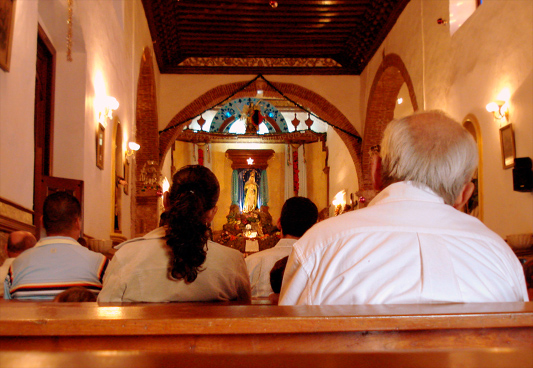
Церковь
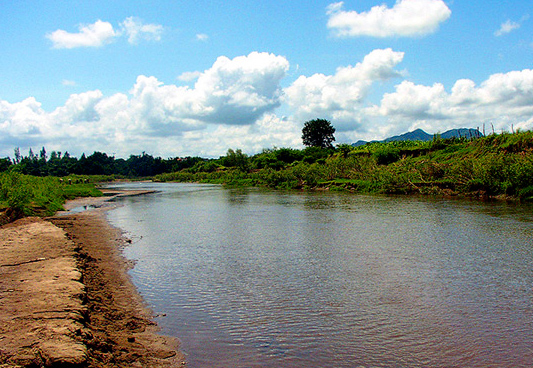